# Miami Open 1991
Il Miami Open 1991, ufficialmente Lipton International Players Championships per motivi di sponsorizzazione, è stato un torneo di tennis giocato sulla cemento.
È stata la 7ª edizione del Miami Open, facente parte della categoria ATP Super 9 nell'ambito dell'ATP Tour 1991 e della Tier I nell'ambito del WTA Tour 1991. 
Sia il torneo maschile che quello femminile si sono giocati al Tennis Center at Crandon Park di Key Biscayne in Florida,
dall'11 al 25 marzo 1991.

## Campioni

### Singolare maschile
Jim Courier ha battuto in finale  David Wheaton con il punteggio di 4–6, 6–3, 6–4

### Singolare femminile
Monica Seles ha battuto in finale  Gabriela Sabatini con il punteggio di 6–3, 7–5

### Doppio maschile
Wayne Ferreira /  Piet Norval hanno battuto in finale  Ken Flach /  Robert Seguso con il punteggio di 6–0, 7–6

### Doppio femminile
Gigi Fernández /  Jana Novotná hanno battuto in finale  Mary Joe Fernández /  Zina Garrison con il punteggio di 7–5, 6–2